# Challenger de Portoroz 2013
El Tilia Slovenia Open 2013 fue un torneo de tenis profesional que se jugó en pistas duras. Se trató de la primera edición del torneo que forma parte del ATP Challenger Tour 2013 . Tuvo lugar en Portorož, Eslovenia entre el 1 y el 6 de julio de 2013.

## Jugadores participantes del cuadro de individuales

### Cabezas de serie
| País                   | Jugador           | Rank1 | Favorito |
| Bandera de Eslovenia   | Grega Žemlja      | 55    | 1        |
| Bandera de Rusia       | Yevgueni Donskoi  | 66    | 2        |
| Bandera de Eslovenia   | Aljaž Bedene      | 90    | 3        |
| Bandera de Eslovenia   | Blaž Kavčič       | 132   | 4        |
| Bandera de Italia      | Matteo Viola      | 139   | 5        |
| Bandera de Italia      | Flavio Cipolla    | 152   | 6        |
| Bandera de Bielorrusia | Uladzimir Ignatik | 162   | 7        |
| Bandera de Francia     | Stéphane Robert   | 165   | 8        |
| ---------------------- | ----------------- | ----- | -------- |

- 1 Se ha tomado en cuenta el ranking del día 24 de junio de 2013.

### Otros participantes
Los siguientes jugadores recibieron una invitación (wild card), por lo tanto ingresan directamente al cuadro principal:
- Tom Kočevar-Desman
- Stepan Khotulev
- Marko Lazič
- Mike Urbanija

Los siguientes jugadores ingresan al cuadro principal tras disputar el cuadro clasificatorio:
- Erik Crepaldi
- Frank Dancevic
- Nik Razboršek
- Filip Veger

Los siguientes jugadores ingresan al cuadro principal como Lucky Loser:
- Toni Androić

## Jugadores participantes en el cuadro de dobles

### Cabezas de serie
| País                  | Jugador           | País                   | Jugador              | Rank1 | Favorito |
| Bandera de Croacia    | Marin Draganja    | Bandera de Croacia     | Mate Pavić           | 209   | 1        |
| Bandera de Brasil     | Marcelo Demoliner | Bandera de Austria     | Maximilian Neuchrist | 409   | 2        |
| Bandera de Eslovaquia | Karol Beck        | Bandera de Bielorrusia | Uladzimir Ignatik    | 430   | 3        |
| Bandera de Italia     | Flavio Cipolla    | Bandera de Italia      | Matteo Viola         | 438   | 4        |
| --------------------- | ----------------- | ---------------------- | -------------------- | ----- | -------- |

- 1 Se ha tomado en cuenta el ranking del día 24 de junio de 2013.

## Campeones

### Individual Masculino
- Grega Žemlja derrotó en la final a  Martin Fischer 6-4, 7-5

### Dobles Masculino
- Marin Draganja /  Mate Pavić derrotaron en la final a  Aljaž Bedene /  Blaž Rola 6–3, 1–6, [10–5]